# ريناته مولر
رينات مولر (بالألمانية: Renate Müller)‏ هي مغنية وممثلة ألمانية، ولدت في 26 أبريل 1906 في ألمانيا، وتوفيت في 7 أكتوبر 1937 ببرلين في ألمانيا.

## وصلات خارجية
- ريناته مولر على موقع IMDb (الإنجليزية)
- ريناته مولر على موقع مونزينجر (الألمانية)
- ريناته مولر على موقع ألو سيني (الفرنسية)
- ريناته مولر على موقع ميوزك برينز (الإنجليزية)
- ريناته مولر على موقع أول موفي (الإنجليزية)
- ريناته مولر على موقع قاعدة بيانات الأفلام السويدية (السويدية)
- ريناته مولر على موقع ديسكوغز (الإنجليزية)
- ريناته مولر على موقع قاعدة بيانات الفيلم (الإنجليزية)
- ريناته مولر على موقع كينوبويسك (الروسية)